# РІА-Південь
РІА-Південь, раніше РІА-Мелітополь — щоденне онлайн-видання, регіональне інформаційне агентство, засіб масової інформації Мелітополя. Засновано 1 жовтня 2013 року, публікує інформацію українською та російською мовою.
Інформаційна агенція також включає: три сторінки у Facebook, два Youtube-канали, Telegram-канал, Тік-ток сторінку, Твіттер-аккаунт, Вайбер канал.

## Зміст видання
Видання публікує новини що стосуються Запорізької області та міста Мелітополь.
Після окупації залишається єдиним українським медіа Мелітополя, яке на постійній основі без перерви інформує тих, хто живе в окупації і переселенців про основні події на окупованих територіях півдня України[ангажоване джерело].

## Взяття в полон журналістів та хакерські атаки на видання
Двоє журналістів видання: Георгій Левченко і Анастасія Глуховська перебувають у російському полоні. Про затримання Георгія Левченка і Анастасії Глуховської стало відомо наприкінці жовтня 2023 року, коли програма «Вєсті нєдєлі» російського державного телеканалу «Россия 1» і телеканал «Звєзда», пов'язаний із Міноборони, показали відеозапис їхніх арештів.
На сайт та телеграм канал агенції були скоєні хакерські атаки. ТГ канал було викрадено.